# Ville pourvue d'un conseil dirigé (Hongrie)
La ville pourvue d'un conseil dirigé (en hongrois : rendezett tanácsú város) désigne un rang communal qui a existé au sein de l'ancien royaume de Hongrie puis en Hongrie jusqu'en 1950. De nos jours, il correspond au rang de ville (város). Il remplaçait depuis 1876 le statut de ville libre royale.